# ハポエル・ハデラ
ハポエル・ハデラ（Hapoel Hadera–Giv'at Olga "Shulem Schwarz" F.C. (ヘブライ語: מועדון כדורגל הפועל חדרה–גבעת אולגה שולם שוורץ)）は、イスラエルのハイファ地区ハデラをホームタウンとするサッカークラブである。

## 歴史
1954年に初めてトップディビジョンに昇格したが、1シーズンで降格した。1970年にトップディビジョンに復帰したが1972年に降格、1973年に復帰すると1975年に過去最高順位となる7位を記録した。同年のグヴィア・ハメディナでも準決勝に進出したが、ベイタル・エルサレムFCに敗れた。1976年に降格するも1977年に復帰したが、1979年に降格するとその後は長い期間トップディビジョンから離れた。
1999年にプレミアリーグが創立されると、リーグ構造が再編されて4部リーグ所属となった。
2006年にハデラのすべてのクラブはハポエル・イロニ・エラン・ハデラに統合された。
2015年9月9日にギバト・オルガと合併し、ハポエル・ハデラ＝ギバト・オルガとなった。同年11月12日に元イスラエル代表でハポエル・ハデラの偉大な選手であったשולם שוורץを偲んでマッカビ・ハイファFCとの記念試合が行われ、記念式典にてクラブ名にשולם שוורץの名前が含まれるようになることが発表された。
3部リーグに所属していた2015-16シーズンは入れ替え戦出場をかけたプレーオフに進出したが、カフル・カーシムにPK戦で敗れた
。2017年、20年ぶりに2部リーグに復帰した。
2018年、1978-79シーズンに所属して以来39年ぶりにトップディビジョン復帰を果たした。

## タイトル

### 国内タイトル
- リーガ・レウミット：6回
  - 1940, 1949-50, 1953-54, 1969-70, 1972-73, 1976-77
- リーガ・アレフ：3回
  - 1961-62, 1981-82, 2016-17

### 国際タイトル
- なし

## 過去の成績
| シーズン | ディビジョン         | ディビジョン | ディビジョン | ディビジョン | ディビジョン | ディビジョン | ディビジョン | ディビジョン | ディビジョン | グヴィア・ハメディナ |
| シーズン | リーグ               | 試           | 勝           | 分           | 敗           | 得           | 失           | 点           | 順位         | グヴィア・ハメディナ |
| -------- | -------------------- | ------------ | ------------ | ------------ | ------------ | ------------ | ------------ | ------------ | ------------ | -------------------- |
| 2009-10  | リーガ・アレフ・南部 | 30           | 16           | 5            | 9            | 40           | 32           | 53           | 3位          | 7回戦敗退            |
| 2010-11  | リーガ・アレフ・北部 | 30           | 11           | 7            | 12           | 48           | 46           | 40           | 8位          | 6回戦敗退            |
| 2011-12  | リーガ・アレフ・北部 | 30           | 8            | 8            | 14           | 34           | 48           | 32           | 14位         | 5回戦敗退            |
| 2012-13  | リーガ・アレフ・北部 | 30           | 10           | 7            | 13           | 42           | 40           | 37           | 7位          | 5回戦敗退            |
| 2013-14  | リーガ・アレフ・北部 | 30           | 13           | 5            | 12           | 46           | 45           | 44           | 7位          | 7回戦敗退            |
| 2014-15  | リーガ・アレフ・北部 | 30           | 10           | 7            | 13           | 39           | 38           | 37           | 9位          | 5回戦敗退            |
| 2015-16  | リーガ・アレフ・北部 | 30           | 16           | 8            | 6            | 52           | 31           | 56           | 2位          | 5回戦敗退            |
| 2016-17  | リーガ・アレフ・北部 | 28           | 19           | 7            | 2            | 58           | 18           | 64           | 1位          | 7回戦敗退            |
| 2017-18  | リーガ・レウミット   | 37           | 18           | 11           | 8            | 50           | 39           | 65           | 2位          | 8回戦敗退            |
| 2018-19  | プレミアリーグ       | 36           | 12           | 6            | 18           | 43           | 59           | 42           | 6位          | 準決勝敗退           |
| 2019-20  | プレミアリーグ       | 33           | 10           | 10           | 13           | 33           | 42           | 40           | 9位          | 8回戦敗退            |
| 2020-21  | プレミアリーグ       | 33           | 13           | 9            | 11           | 40           | 34           | 48           | 8位          | 8回戦敗退            |
| 2021-22  | プレミアリーグ       | 33           | 11           | 9            | 13           | 34           | 43           | 42           | 8位          | 準々決勝敗退         |
| 2022-23  | プレミアリーグ       |              |              |              |              |              |              |              | 位           |                      |

## 歴代所属選手
- ダビド・マテオス 2018-2019
- ネイサン・オドゥワ 2019
- エデン・カルゼヴ 2019
- サミ・ブラル 2022-